# 1473 Ounas
1473 Ounas è un asteroide della fascia principale del diametro medio di circa 17,58 km. Scoperto nel 1938, presenta un'orbita caratterizzata da un semiasse maggiore pari a 2,5738908 au e da un'eccentricità di 0,2374154, inclinata di 13,64564° rispetto all'eclittica.
L'asteroide è dedicato al fiume Ounas, in Finlandia.